# Battaglia di Niså
La battaglia di Niså 
(Slaget ved Niså in danese) fu uno scontro navale avvenuto il 9 agosto 1062 tra le forze del re norvegese Harald III e Sweyn II di Danimarca (Estridsson) nel tentativo del primo di impossessarsi del trono danese. Harald vinse la battaglia ma molti dei nemici, compreso Sweyn, riuscirono a fuggire rendendo la vittoria non determinante; Harald volse quindi le proprie mire alla conquista della Gran Bretagna.

## Contesto storico
Nella prima metà dell’XI secolo Norvegia e Danimarca erano regni indipendenti governati da due dinastie, i Bellachioma e i Knýtlinga rispettivamente. Magnus I nel 1042 aveva riunito i due regni sotto la sua corona per la morte del sovrano danese Ardicanuto; tuttavia alla sua morte nel 1047 aveva nominato Sweyn Estridsson, che era stato lasciato in difesa del regno dal defunto Ardicanuto, come suo erede in Danimarca, mentre la Norvegia era stata destinata a Harald.
Già alla sua incoronazione nel 1047, tuttavia, quest'ultimo reclamò il regno danese e attaccò subito il suo rivale nel tentativo di cacciarlo dal suo regno. Nonostante diverse vittorie sul campo Harald non riuscì mai ad occupare la Danimarca.

## La battaglia
Esistono diverse versioni sull'entità delle forze in campo. Secondo lo storico Saxo Grammaticus le forze norvegesi erano superiori in numero a quelle danesi. Snorri Sturluson nella sua Heimskringla racconta invece che il luogo e il momento dello scontro erano stati concordati tra i due re ma Harald, non vedendo giungere i suoi avversari, aveva rilasciato le sue truppe non professioniste formate da metà della sua flotta e dai bóndaherrin, "l'esercito dei contadini".
Qualunque fosse la situazione effettiva, Sweyn attaccò all'imbrunire nei pressi del fiume Nissan, lungo la costa dell'Halland (oggi nella Svezia meridionale, all'epoca dei fatti in territorio danese), secondo il tipico assetto delle battaglie navali vichinghe: i due schieramenti si fronteggiavano con file di imbarcazioni tenute strette tra di loro per evitare brecce nella formazione. La disposizione dei norvegesi vedeva al centro la nave di Harald, la drekanum; il re mise le forze dello jarl Håkon Ivarsson provenienti dal Trøndelag a copertura dei fianchi. Sweyn invece dispose le navi tenendo però le forze dello jarl Finn Árnasson in posizione centrale, vicino alla sua nave.
La battaglia imperversò per tutta la notte senza significativi avanzamenti da alcuna delle parti. Infine alcune truppe di Håkon Ivarsson si staccarono dal fianco del ponte di barche e attaccarono i danesi sul fianco dove questi non avevano forze di riserva e furono colti di sorpresa; le forze di Sweyn capitolarono verso l'alba del nuovo giorno. I danesi abbandonarono 70 navi sul teatro di battaglia; Finn Árnasson combatté finché fu catturato dai norvegesi, Sweyn invece si lanciò in acqua e fu soccorso da Håkon Ivarsson, ad insaputa di Harald.
Dopo la battaglia Håkon fu riconosciuto come l'eroe della battaglia, anche da Harald. Tuttavia quando il tradimento nel salvataggio di Sweyn fu scoperto, egli fu discreditato nonostante questi sosteneva che Sweyn fosse travestito e non l'avesse riconosciuto.

## Conseguenze
Nonostante la vittoria, la battaglia non fu decisiva per l'intento che Harald si era prefissato per via della fuga di Sweyn e di buona parte delle forze danesi. La Danimarca aveva risentito dei numerosi attacchi norvegesi, ma anche la Norvegia pagava il prezzo della guerra continua, soprattutto dal punto di vista economico. Nel 1064 Harald offrì a Sweyn una pace senza condizioni, né riparazioni di guerra né variazioni territoriali, che questi accettò.
La pace con Sweyn portò allo stesso tempo alla convinzione che la Danimarca non poteva essere conquistata. Una volta pacificata la Norvegia da opposizioni interne, Harald spostò l'attenzione verso altri territori e già verso la fine del 1066 cominciò a pianificare l'invasione delle isole britanniche che infine gli fu fatale.